# Remosa kontorhina
Remosa kontorhina är en insektsart som beskrevs av Ronald Gordon Fennah 1945. Remosa kontorhina ingår i släktet Remosa och familjen Tropiduchidae. Inga underarter finns listade i Catalogue of Life.